# Suzanne Collins
Suzanne Collins (Hartford, Connecticut, 10 d'agost de 1962) és una escriptora i guionista estatunidenca, especialment coneguda per la trilogia d'Els jocs de la fam.
La carrera de Suzanne va començar el 1991, com a guionista en programes de televisió per a nens. Va treballar per a canals com Nickelodeon, i és autora d'episodis com "Clarissa ho explica tot", "Els misteriosos arxius de Shelby Woo", "Petit os" i "Oswald".
També va ser la guionista principal de Clifford, el gran gos vermell (en anglès Clifford Puppy Days) per a Scholastic Enternaiments. Va rebre una nominació de la Germandat d'Escriptors d'Amèrica (Writers Guild of America) per coescriure l'aclamat especial de Nadal "Santa, Baby!".
Després de conèixer l'autor de llibres infantils James Proimos mentre treballava en el programa "Generation O!" a Kid's WB, s'hi va inspirar per escriure llibres per a nens pel seu compte.
La primera saga que va escriure és la sèrie dedicada a Gregor, un nen novaiorquès d'onze anys que, després de caure per una reixa de ventilació amb la seva germana petita, arriba a un món en què conviuen éssers humans amb ratpenats i escarabats sota amenaça de les rates. La primera part es va anomenar Les Terres Baixes (2003), i la seguiren diversos volums que constitueixen la saga Les Cròniques de les Terres Baixes. Collins ha reconegut la influència d'Alícia al país de les Meravelles en la creació de la història.
Al 2005 va escriure un llibre il·lustrat per Mike Lester, titulat Quan Charlie McButton va perdre el poder.
Els jocs de la Fam, una trilogia iniciada al 2008 i inspirada en el mite grec de Teseu i el minotaure', explica la història de Katniss Everdeen, una adolescent obligada a participar en una competició extrema amb un grup de joves seleccionats a l'atzar, tot retransmès per televisió. Completaren la trilogia En flames (2009) i L'ocell de la revolta (2010). Al 2012 se'n va fer l'adaptació cinematogràfica, amb Jennifer Lawrence com a protagonista. L'any 2020 s'ha publicat la quarta entrega de la saga "Balada d'ocells i serps".
Un any a la selva, publicada al 2013, és una història il·lustrada infantil, autobiogràfica, protagonitzada per Suzy, una nena que espera el seu pare, destinat a la Guerra del Vietnam.

## Obres
- Sèrie Els Jocs de la Fam
  - Els jocs de la fam (2008)
  - En flames (2009)
  - L'ocell de la revolta (2010)
  - Balada d'ocells i serps (2020)
- Un any a la selva (2013)